# AD Ceuta FC
AD Ceuta FC – hiszpański klub piłkarski z siedzibą w Ceucie. Od sezonu 2025/26 występuje w rozgrywkach Segunda División. Został założony w 1956 roku.

## Stadion i władze klubu
Nazwa stadionu: Estadio Alfonso Murube (pojemność: 6500)
Główny trener: José Juan Romero
Asystent trenera: Perita
Trener bramkarzy: Hugo Gretner Rodríguez
Trener przygotowania fizycznego: José Carlos Jimenéz Varela

## Skład na sezon 2022/23[1]
| Nr | Poz. | Piłkarz                                          |
| -- | ---- | ------------------------------------------------ |
| 1  | BR   | Leandro Montagud                                 |
| 2  | OB   | Carlos Barreda                                   |
| 3  | OB   | Josema Gallego                                   |
| 4  | OB   | José Manuel Carrasco                             |
| 5  | PO   | Elías Pérez                                      |
| 6  | PO   | Alberto Reina                                    |
| 7  | PO   | Aisar Ahmed                                      |
| 8  | PO   | Julio Iglesias                                   |
| 9  | NA   | Rodri Ríos                                       |
| 10 | PO   | Ismael César                                     |
| 11 | NA   | Luismi Redondo                                   |
| 12 | OB   | Juan Gutiérrez (wypożyczony z Racingu Santander) |

| Nr | Poz. | Piłkarz          |
| -- | ---- | ---------------- |
| 13 | BR   | Jesús Romero     |
| 14 | NA   | Liberto Beltrán  |
| 15 | OB   | Alain García     |
| 16 | NA   | Pablo García     |
| 17 | PO   | Adri Cuevas      |
| 18 | OB   | David Alfonso    |
| 19 | NA   | Lorenzo Gonzalez |
| 20 | OB   | Álvaro Télis     |
| 21 | PO   | Samuel Casais    |
| 22 | OB   | Robin Lafarge    |
| 23 | PO   | Ñito González    |
| 24 | BR   | Lolo Cortés      |
| 25 | PO   | Jota López       |
| 26 | NA   | Ivan Breñé       |
| 29 | OB   | Álex Macías      |